# Mistrzostwa Europy w Lekkoatletyce 1971 – bieg na 5000 m mężczyzn

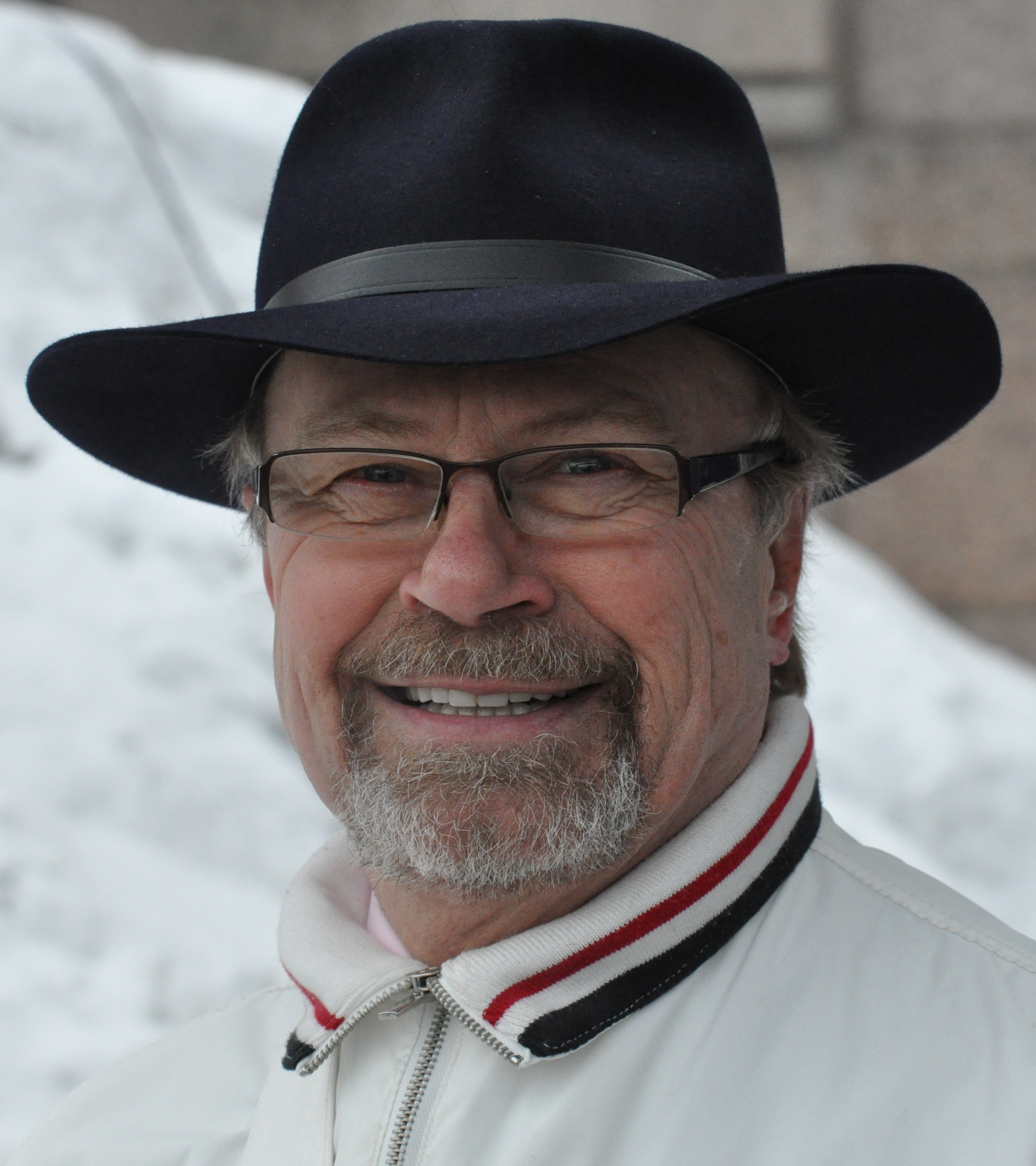
Juha Väätäinen w 2011

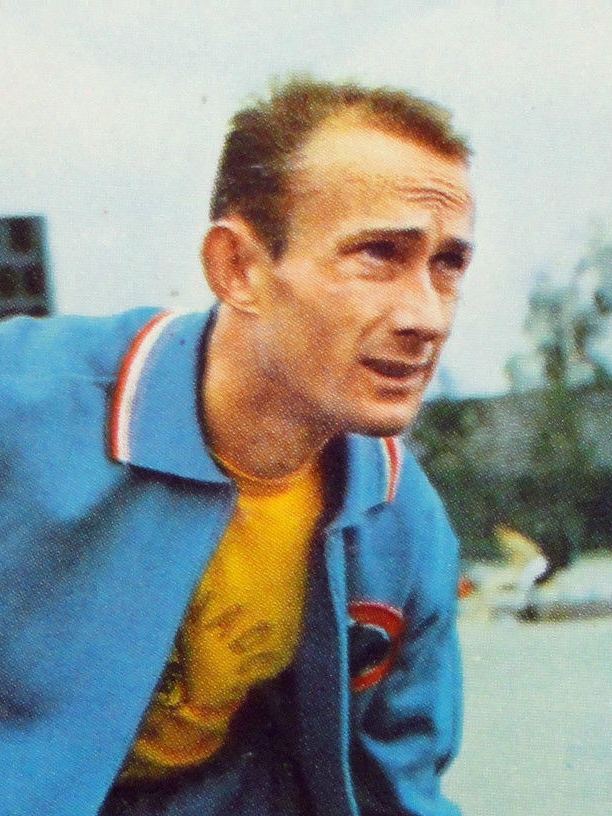
Jean Wadoux

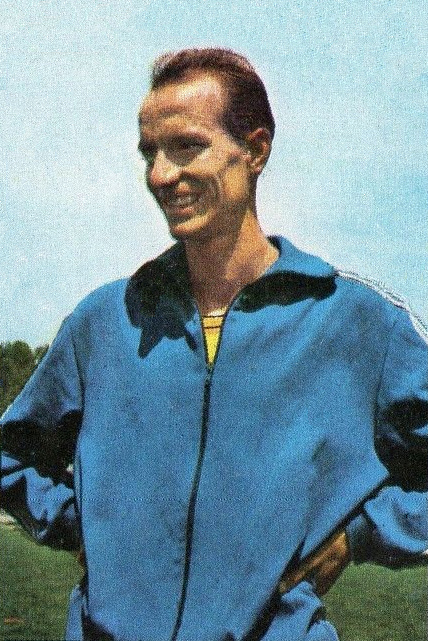
Harald Norpoth

Bieg na dystansie 5000 metrów mężczyzn był jedną z konkurencji rozgrywanych podczas X Mistrzostw Europy w Helsinkach. Biegi eliminacyjne zostały rozegrane 12 sierpnia, a bieg finałowy 14 sierpnia 1971 roku. Zwycięzcą tej konkurencji został reprezentant Finlandii Juha Väätäinen, który również zdobył złoty medal w biegu na 10 000 metrów na tych mistrzostwach. W rywalizacji wzięło udział dwudziestu ośmiu zawodników z szesnastu reprezentacji.

## Rekordy
| Rekord świata     | Ron Clarke (AUS)    | 13:16,6 | Sztokholm, Szwecja        | 05.07.1966 |
| Rekord Europy     | David Bedford (GBR) | 13:22,2 | Edynburg, Wielka Brytania | 12.06.1971 |
| Rekord mistrzostw | Michel Jazy (FRA)   | 13:42,8 | Budapeszt, Węgry          | 04.09.1966 |

## Wyniki

### Eliminacje
Bieg 1
| Miejsce | Zawodnik          | Czas    | Uwagi |
| ------- | ----------------- | ------- | ----- |
| 1       | Jean Wadoux       | 13:44,2 | Q     |
| 2       | Javier Álvarez    | 13:44,4 | Q     |
| 3       | Harald Norpoth    | 13:45,6 | Q     |
| 4       | Michael Baxter    | 13:45,6 | Q     |
| 5       | Rune Holmén       | 13:46,4 | Q     |
| 6       | Jos Hermens       | 13:47,2 | NR    |
| 7       | Muharrem Dalkılıç | 13:49,0 |       |

Bieg 2
| Miejsce | Zawodnik             | Czas    | Uwagi |
| ------- | -------------------- | ------- | ----- |
| 1       | Juha Väätäinen       | 13:47,6 | Q     |
| 2       | Bernd Dießner        | 13:49,8 | Q     |
| 3       | Bronisław Malinowski | 13:50,0 | Q     |
| 4       | Dane Korica          | 13:52,8 | Q     |
| 5       | Petras Šimonėlis     | 13:54,6 | Q     |
| 6       | Alan Blinston        | 14:01,2 |       |
| 7       | Egbert Nijstadt      | 14:05,2 |       |
| 8       | Wolfgang Falke       | 14:05,6 |       |
| 9       | Giuseppe Ardizzone   | 14:06,6 |       |
| 10      | Jean-Yves Le Flohic  | 14:10,2 |       |
| 11      | Donald Walsh         | 14:12,6 |       |

Bieg 3
| Miejsce | Zawodnik          | Czas    | Uwagi |
| ------- | ----------------- | ------- | ----- |
| 1       | Emiel Puttemans   | 13:50,4 | Q     |
| 2       | Frank Eisenberg   | 13:52,4 | Q     |
| 3       | Allan Rushmer     | 13:52,6 | Q     |
| 4       | Lasse Virén       | 13:53,2 | Q     |
| 5       | Władimir Afonin   | 13:53,6 | Q     |
| 6       | Giuseppe Cindolo  | 13:54,8 |       |
| 7       | Werner Girke      | 13:56,0 |       |
| 8       | Stanislav Hoffman | 13:58,6 |       |
| 9       | Michel Bernard    | 14:02,2 |       |
| –       | Arne Kvalheim     | 8:53,31 |       |

### Finał
| Miejsce | Zawodnik             | Czas     | Uwagi   |
| ------- | -------------------- | -------- | ------- |
| 1       | Juha Väätäinen       | 13:32,48 | CR · NR |
| 2       | Jean Wadoux          | 13:33,56 |         |
| 3       | Harald Norpoth       | 13:33,79 |         |
| 4       | Dane Korica          | 13:34,88 |         |
| 5       | Javier Álvarez       | 13:35,84 |         |
| 6       | Emiel Puttemans      | 13:36,60 |         |
| 7       | Lasse Virén          | 13:38,46 |         |
| 8       | Bronisław Malinowski | 13:39,33 | NR      |
| 9       | Frank Eisenberg      | 13:41,07 |         |
| 10      | Petras Šimonėlis     | 13:42,78 |         |
| 11      | Michael Baxter       | 13:43,16 |         |
| 12      | Rune Holmén          | 13:46,50 |         |
| 13      | Allan Rushmer        | 13:48,19 |         |
| 14      | Bernd Dießner        | 13:50,79 |         |
| –       | Władimir Afonin      | DNF      |         |